# Matylda Herbst
Matylda Zofia Herbst z domu Scheibler (ur. 27 marca 1856 w Łodzi, zm. 8 czerwca 1939 w Sopocie) – filantropka, odznaczona Złotym Krzyżem Zasługi za działalność filantropijną.

## Działalność filantropijna
Matylda Herbst słynęła ze swojej działalności filantropijnej. Swój majątek przeznaczała głównie na cele związane z pediatrią oraz na budowę kościołów.
Wraz m.in. z mężem, Edwardem Herbstem, i innymi łódzkimi rodami fabrykanckimi współfinansowała budowę łódzkiej archikatedry. Ufundowała z mężem szpital im. Anny Marii (szpital im. Janusza Korczaka w Łodzi), pierwszy szpital pediatryczny w Polsce, który dla upamiętnienia przedwcześnie zmarłej córki Anny Marii nosił jej imię. W późniejszym okresie Herbstowie przekazali szpital Łódzkiemu Chrześcijańskiemu Towarzystwu Dobroczynności, hojnie finansowo wspierając jego działania. Po wybudowaniu szpitala sfinansowali również budowę oddziału ortopedycznego, a w 1911 Matylda Herbst indywidualnie ufundowała szklany pawilon dla dzieci chorych na gruźlicę, piwnice oraz bibliotekę. Ufundowała również sanatorium „Letnią Kolonię Sokolniki Anny Marii” w Sokolnikach, przekazując na jego cele swoją posiadłość. Obiekt był przeznaczony dla ok. 50 dzieci, a grunty sanatorium obejmowały 22 morgi lasu.
Należała do Komitetu Dam ŁChTD wraz z Idą Petters – żoną Jakuba Pettersa i Gabrielą Grohman – żoną Alfreda Grohmana, w ramach którego kobiety gromadziły fundusze, naczynia i bieliznę oraz organizowały imprezy dobroczynne. Była fundatorką tzw. daru radowego dla Towarzystwa Zwalczania Raka w Łodzi.
Wspierała kościoły: sfinansowała freski kościele Podwyższenia Świętego Krzyża w Łodzi, dzwony do kościoła Zbawiciela i kościoła Gwiazdy Morza w Sopocie, a także oraz organy do Kościoła Pokoju, dzwony i witraże w Kościele św. Jerzego.
Oprócz własnych inicjatyw filantropijnych, udzielała się w inicjatywach organizowanych przez swoją matkę – Annę Scheibler.

## Pozostała działalność
Wraz z mężem była właścicielką willi Edwarda Herbsta na Księżym Młynie, będącą prezentem ślubnym od jej ojca – Karola Scheiblera. Herbstowie z czasem zamieszkali w Sopocie, w zakupionej w 1891 od Johanessa Icka Willi Herbstów.
Matylda Herbst była akcjonariuszką Towarzystwa Akcyjnego Wielkich Pieców i Zakładów Ostrowieckich. Była honorową prezeską szpitala Anny Marii i członkinią honorową Łódzkiego Chrześcijańskiego Towarzystwa Dobroczynności. Ufundowała zmarłemu mężowi kaplicę grobową według projektu Heinricha Dunkella na cmentarzu ewangelickim w Sopocie. Pasjonowała się ogrodnictwem.

## Życie prywatne
Była córką Karola Scheiblera oraz Anny Scheibler z d. Werner. Jej mężem był Edward Herbst – łódzki fabrykant. Mieli czworo dzieci:
- Karola Edwarda (1875–1945),
- Leo Feliksa (1880–1942),
- Edwarda Waltera (1885–1929),
- Annę Marię Caritas (1889–1899)[13].

Została pochowana na cmentarzu ewangelickim w Sopocie w kaplicy obok męża.